# Haidar, Tulcea
Haidar este un sat în comuna Casimcea din județul Tulcea, Dobrogea, România. Se află în partea de sud a județului, în Podișul Casimcei.